# Гіганти прерій
«Гіганти прерій» — це група «найбільших у світі» придорожніх пам’яток, які знаходяться в Західній Канаді, особливо в маленьких містах, населених переважно українськими канадцями.

## Список
| Атракціон                                                                         | Спільнота                  | Зображення |
| --------------------------------------------------------------------------------- | -------------------------- | --- |
| Найбільша в світі ракетка для бадмінтону                                          | Сент-Альберт, Альберта     | |
| Найбільший у світі бобер                                                          | Біверлодж, Альберта        | Beaverlodge beaver                                                                                                |
| Найбільша бджола у світі                                                          | Фолхер, Альберта           | Falher bee |
| Найбільша медоносна бджола в світі                                                | Тісдейл, Саскачеван        | |
| Найбільша у світі Блакитна чапля                                                  | Баррхед, Альберта          | |
| Найбільші у світі прикордонні знаки                                               | Ллойдмінстер               | |
| Найбільше в світі сідло для розкручування Bronc and Rider, «The Legacy»           | Понока, Альберта           | |
| Найбільший у світі буннок                                                         | Маклін, Саскачеван         | Гігантський Bunnock (кістка ноги коня) у Macklin SK. Літо 2004                                                    |
| Найбільший у світі камінь для керлінгу                                            | Арборг, Манітоба           | |
| Найбільша у світі банка кока-коли                                                 | Портедж-ла-Прері, Манітоба | |
| Найбільший у світі Chuckwagon                                                     | Д'юберрі, Альберта         | |
| Найбільший у світі динозавр                                                       | Драмгеллер, Альберта       | Drumheller T-rex                                                                                                  |
| Найбільший у світі пожежний гідрант                                               | Елм-Крік, Манітоба         | |
| Найбільший у світі анімований ведмідь грізлі                                      | Іннісфейл, Альберта        | |
| Найбільші гуси в світі                                                            | Ганна, Альберта            | |
| Найбільша у світі футболка для гольфу                                             | Трочу, Альберта            | |
| Найбільша в світі кубаса                                                          | Мундейр, Альберта          | Mundare kubasa |
| Найбільша в світі качка-крижень                                                   | Ендрю, Альберта            | Крижень скульптура качки в Ендрю, Альберта: 23 фути (7,2 метра) розмах крил. Важить 1 тонну.                      |
| Найбільший у світі комар                                                          | Комарно, Манітоба          | |
| Найбільший у світі гриб                                                           | Вільна, Альберта           | Найбільші гриби у світі у Вільно, Альберта, Канада, 20 футів заввишки та 5 футів у діаметрі                       |
| Найбільша у світі каністра для нафти                                              | Роканвілл, Саскачеван      | |
| Найбільша в світі нафтова вишка                                                   | Редвотер, Альберта         | |
| Найбільша масляна лампа у світі                                                   | Дональда, Альберта         | Лампа в Дональді, Альберта                                                                                        |
| Найбільша у світі картина на мольберті (репродукція картини Ван Гога «Соняшники») | Альтона, Манітоба          | |
| Найбільша у світі скарбничка                                                      | Коулман, Альберта          | |
| Найбільший гравець у світі                                                        | Острів Боу, Альберта       | |
| Найбільший у світі софтбол, «Сьюзі»                                               | Шовен, Альберта            | |
| Найбільша у світі залізнична ланцюг                                               | Гайнс-Крік, Альберта       | |
| Найбільший у світі сонячний годинник                                              | Ллойдмінстер               | |
| Найвищий у світі Лікарський капелюх                                               | Альберта                   | Медицинський капелюх саамі                                                                                        |
| Найбільше у світі колесо та кирка                                                 | Форт-Ассінібойн, Альберта  | |
| Найбільший у світі західний черевик                                               | Едмонтон, Альберта         | |
| Гігантський кінь                                                                  | Іррікана, Альберта         | |
| Пам'ятник Девіду Томпсону                                                         | Лак-Ла-Біш, Альберта       | |
| Гігантський гарбуз                                                                | Смоукі-Лейк, Альберта      | |
| Перший у світі майданчик для посадки НЛО                                          | Сент-Пол, Альберта         | |
| Гігантський вареник                                                               | Глендон, Альберта          | Найбільший у світі Perogy. Глендон, Альберта, Канада. 27 футів заввишки (8,2296 метрів), побудований у 1991 році. |
| Гігантське вегревільське яйце (Писанка)                                           | Вегревіль, Альберта        | |
| Гігантська картопля                                                               | Воксгол, Альберта          | Vauxhall potatoes                                                                                                 |
| Гігантська копія зорельота «Зоряний шлях» USS Enterprise                          | Вулкан, Альберта           | Репліка «Enterprise» у Vulcan                                                                                     |
| Гігантський ховрашок                                                              | Торрінгтон, Альберта       | |
| Happy Rock                                                                        | Гладстон, Манітоба         | |
| Найбільша бейсбольна біта в Канаді                                                | Батлфорд, Саскачеван       | |
| Найбільша в Канаді бейсбольна рукавичка                                           | Гайслер, Альберта          | |
| Найбільший буйвол Канади                                                          | Вейнрайт, Альберта         | |
| Найбільша бабка Канади                                                            | Вабамун, Альберта          | Скульптура бабки у Wabamun, Альберта                                                                              |
| Другий за величиною лось Канади, «Mac the Moose»                                  | Мус-Джо, Саскачеван        | «Лось Мак» у Муз-Джо, Саскачеван                                                                                  |
| Битва між Ведмедем і Лебедем                                                      | Свон-Гіллс, Альберта       | |
| Гігантський скунс, «Сквирт»                                                       | Байсікер, Альберта         | |
| Найбільша в Канаді бейсбольна рукавичка                                           | Гайслер, Альберта          | |
| Найбільша північна щука Альберти                                                  | Рошон-Сендс, Альберта      | |

## У культурі
Ці пам’ятки згадуються в пісні Kubasonics «Giants of the Prairies».